# Carlos Latuff
Carlos Henrique Latuff de Sousa (Rio de Janeiro, 30 novembre 1968) è un disegnatore e vignettista brasiliano, specializzato in satira politica.

## Biografia
I suoi lavori affrontano con una serie di temi, tra cui antiglobalizzazione, anticapitalismo, pacifismo ed antimilitarismo, soprattutto nei confronti delle ultime guerre condotte dagli Stati Uniti. È molto conosciuto per le sue vignette sul conflitto israelo-palestinese e, più recentemente, sulla primavera araba. Lo stesso Latuff ha descritto il suo lavoro come controverso. Latuff è di origine libanese.

## Galleria d'immagini

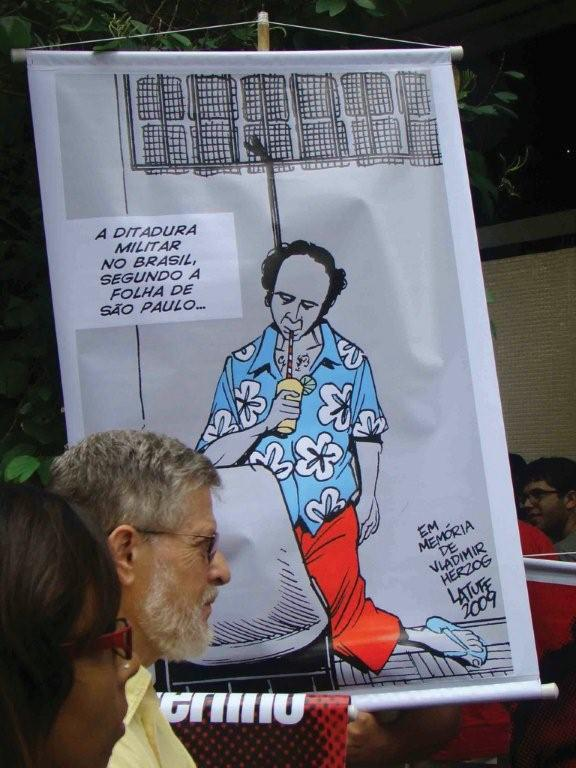
Vignetta in memoria di Vladimir Herzog usata in una protesta sulla dittatura militare brasiliana
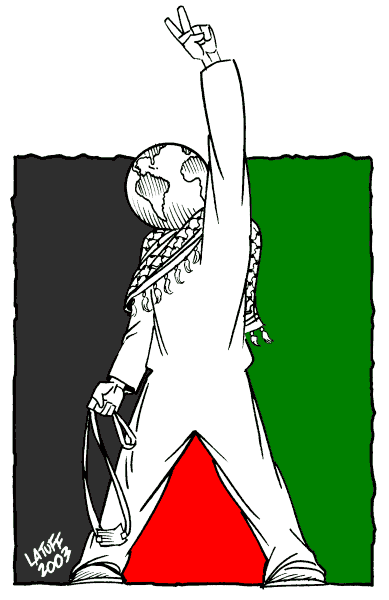
Sull'Intifada palestinese che diventa globale
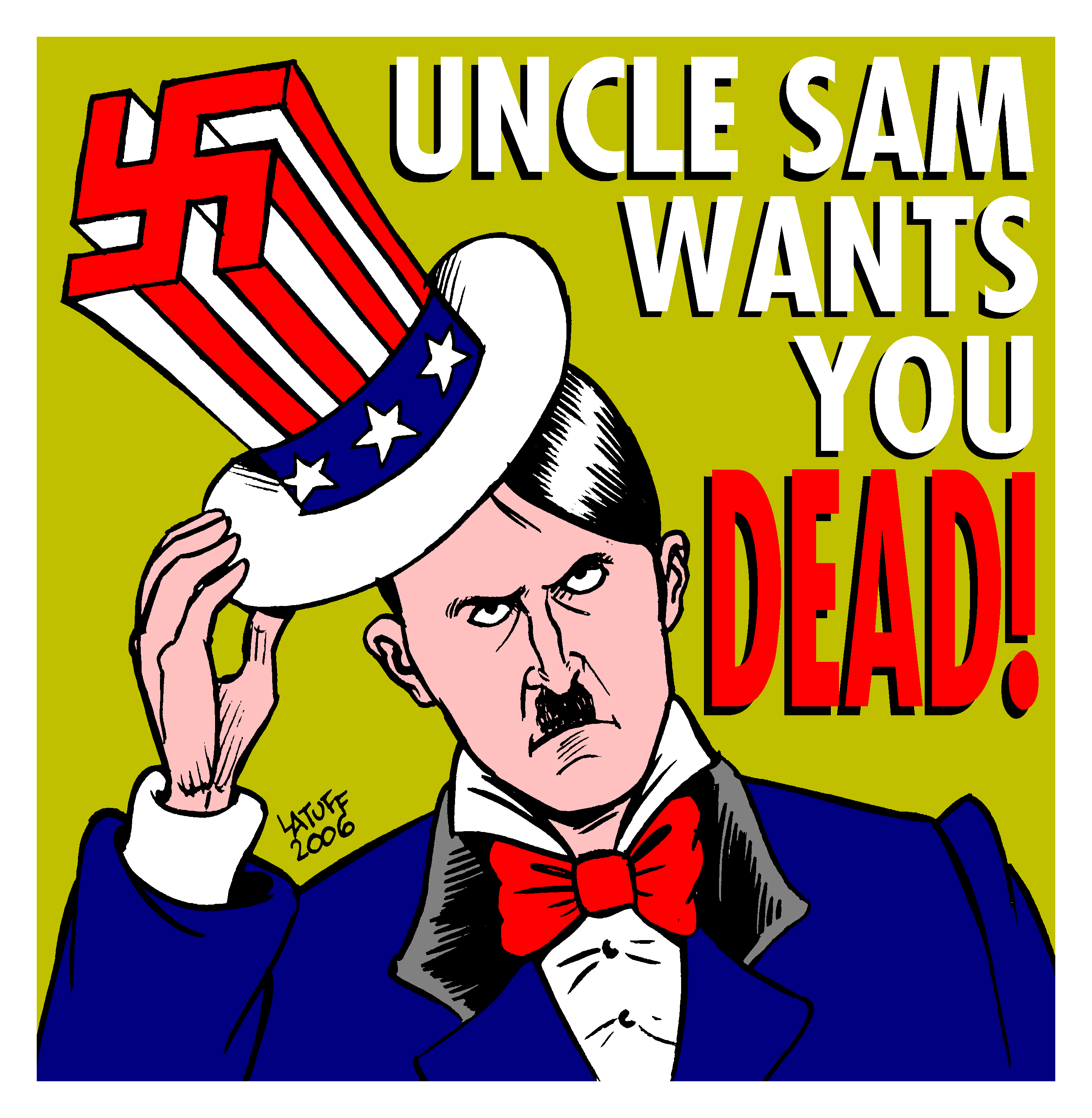
Lo zio Sam trasformato in Hitler
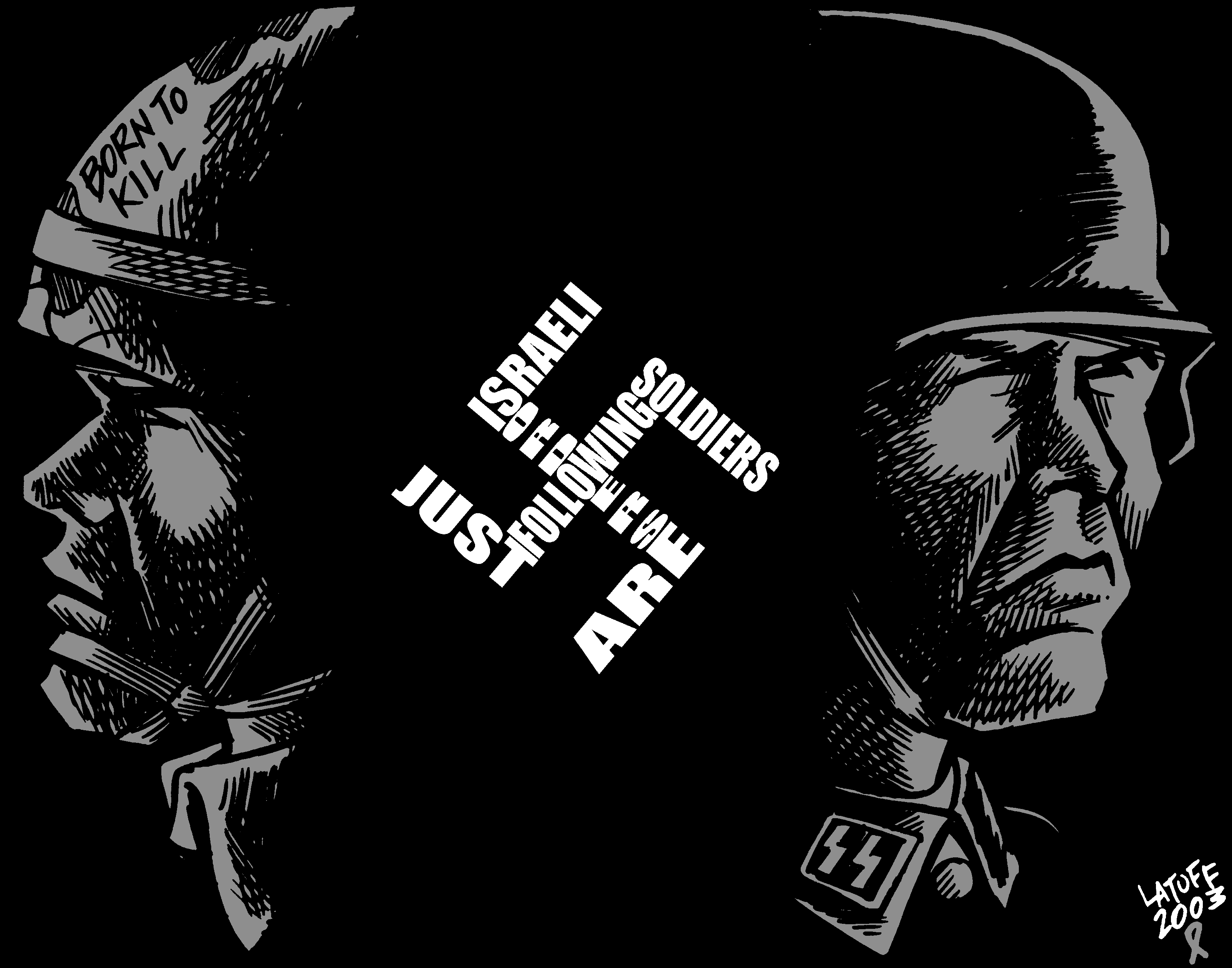
I soldati israeliani paragonati alle Waffen-SS
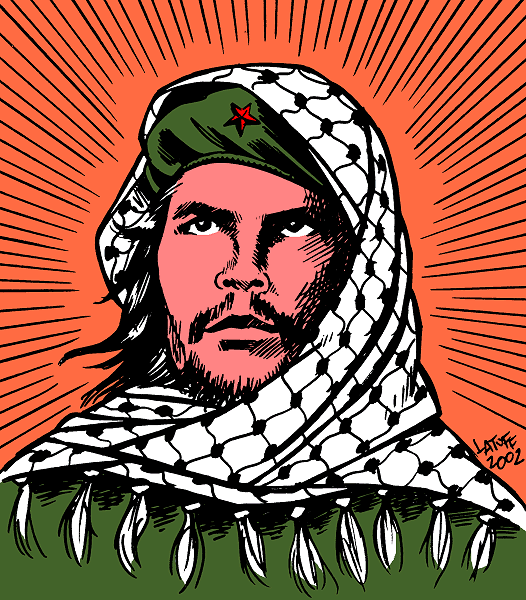
Che Guevara in veste di guerrigliero palestinese
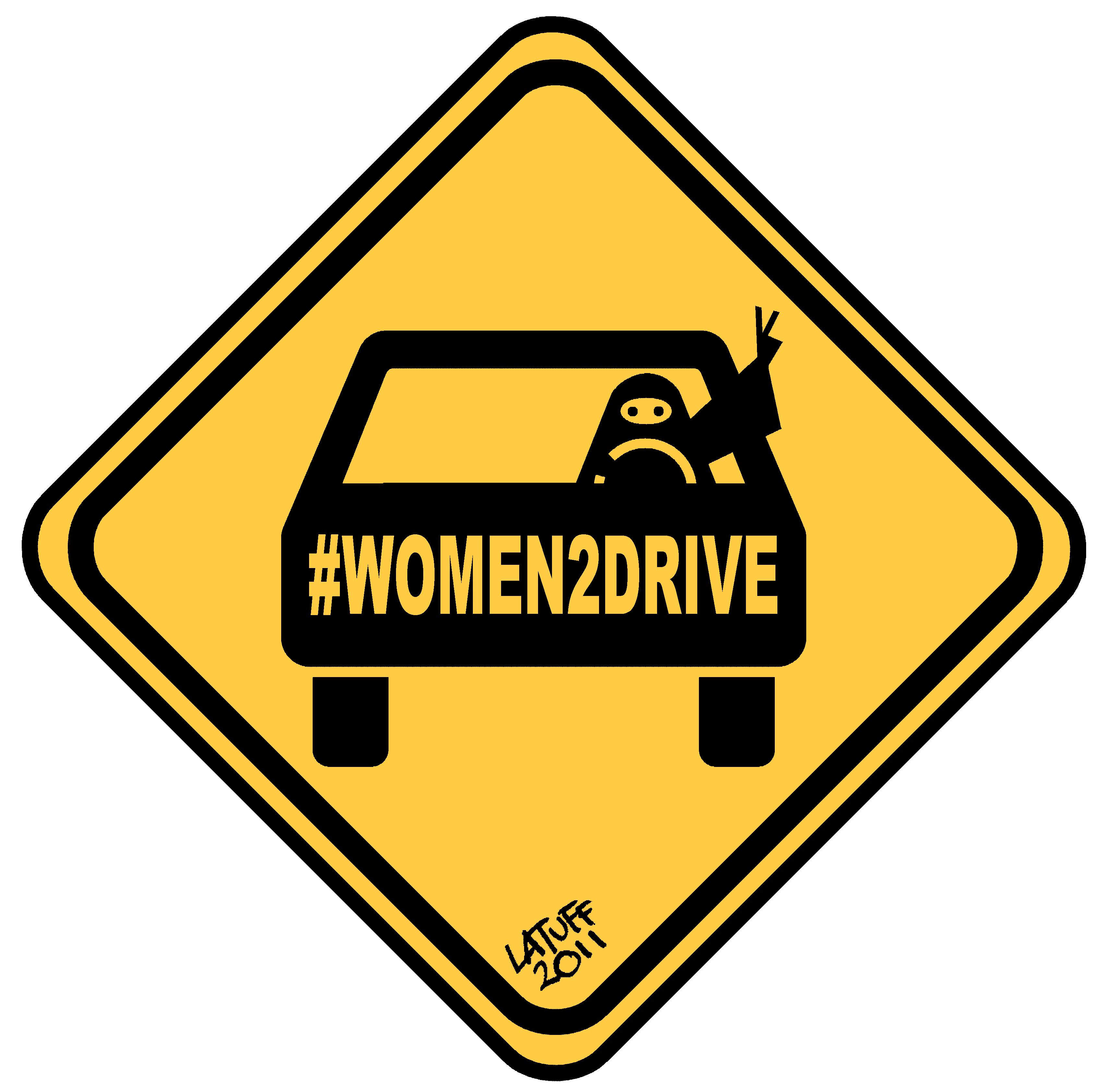
Sostegno alle donne saudite che vogliono poter guidare l'automobile
Processi militari in Egitto
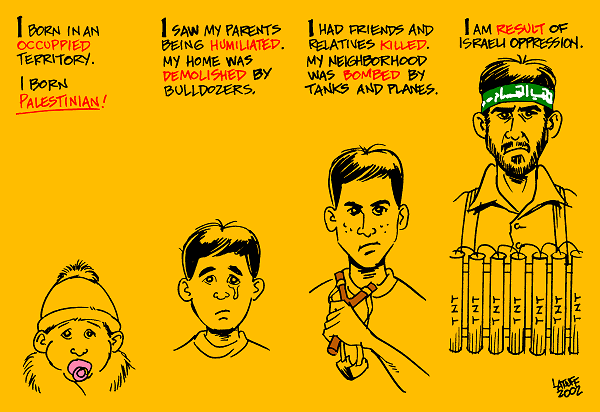
Creazione di un kamikaze, a causa della politica israeliana
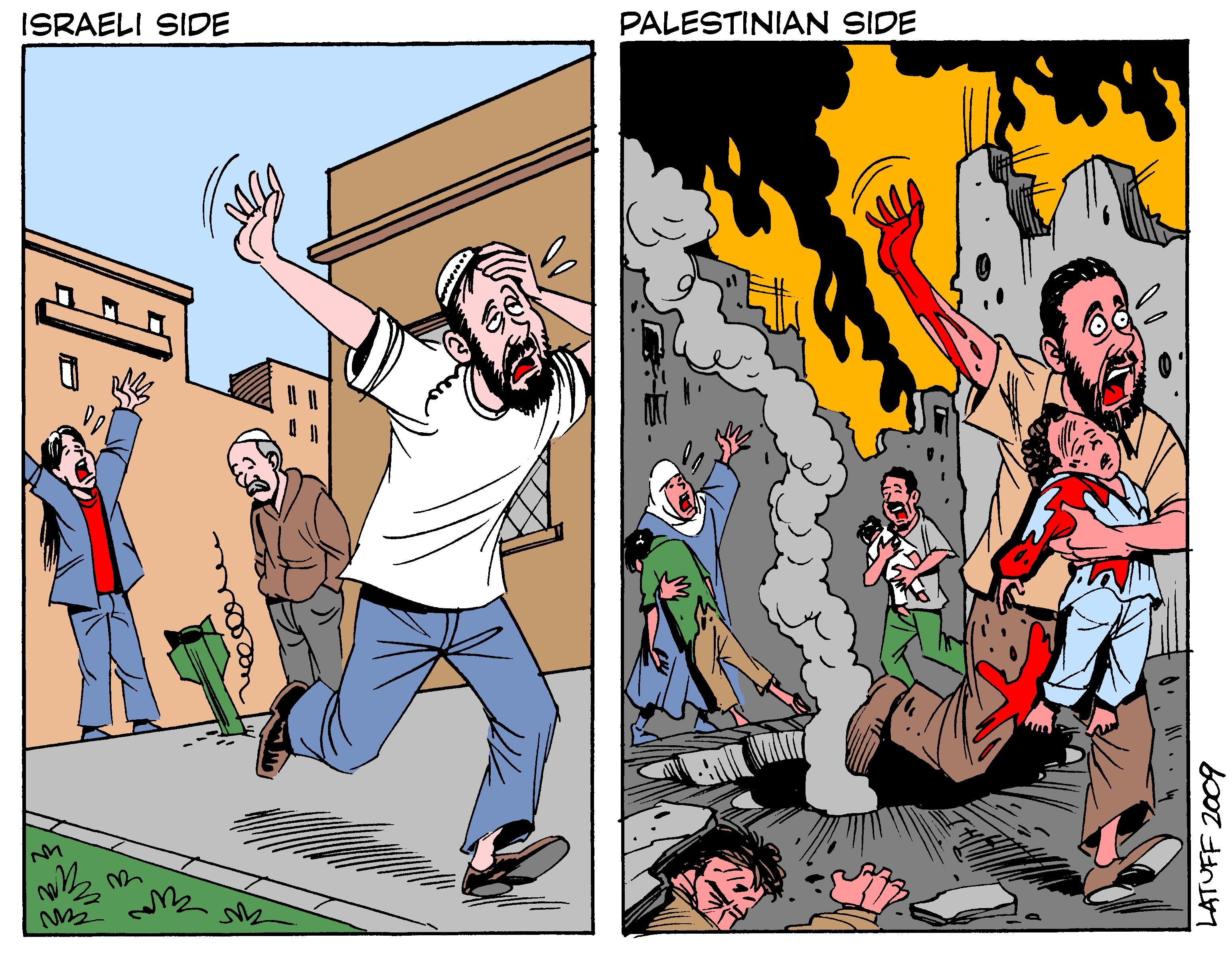
I diversi risultati di un attacco nemico, per Israele e per la Palestina
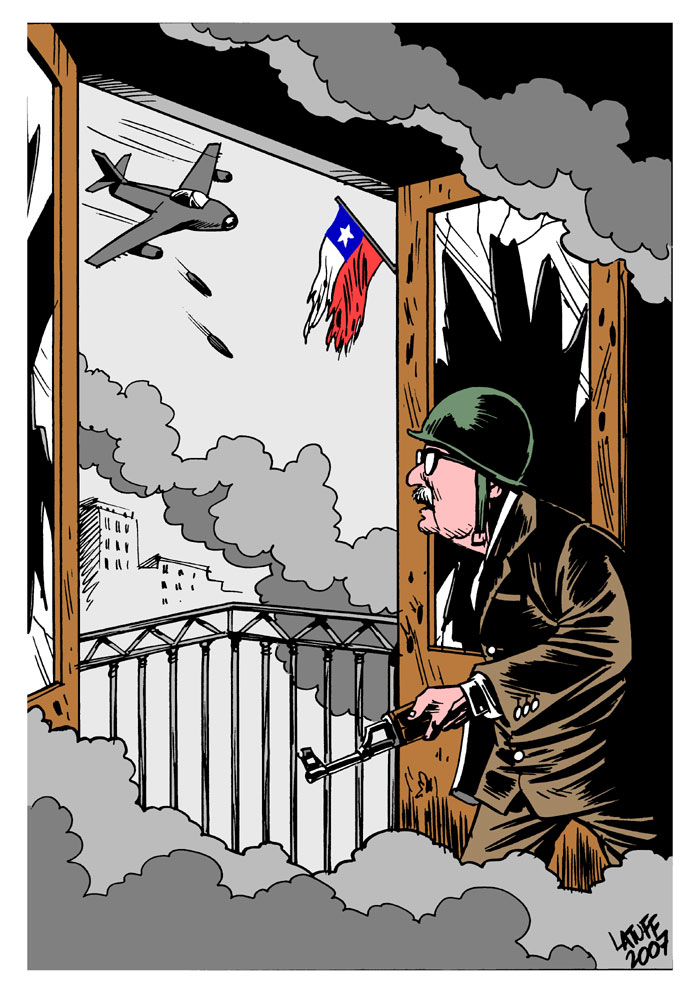
11 settembre 1973: Salvador Allende difende la Moneda dal golpe
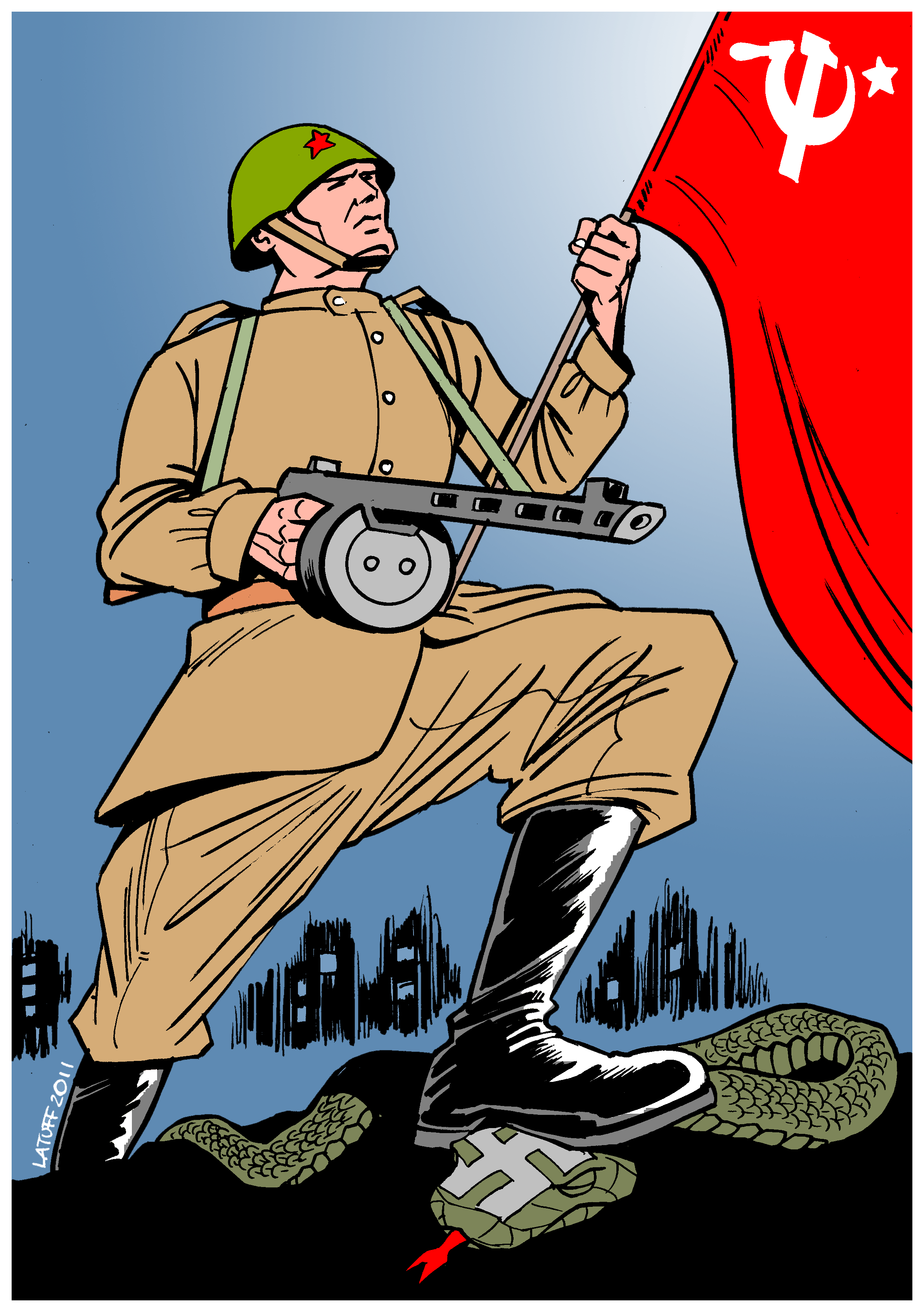
La battaglia di Stalingrado